# Simon Bolivar (Schiff)
Die Simon Bolivar war ein 1927 in Dienst gestelltes Passagierschiff der niederländischen Reederei Koninklijke Nederlandsche Stoomboot Maatschappij, das im transatlantischen Linienverkehr eingesetzt wurde und Passagiere und Fracht von Rotterdam zu verschiedenen Häfen im Karibischen Meer beförderte. Am 18. November 1939 sank die Simon Bolivar in der Nordsee, nachdem sie vor Harwich in ein deutsches Minenfeld gelaufen war. 84 Menschen kamen ums Leben.

## Das Schiff
Das Dampfschiff Simon Bolivar wurde 1926 auf der Werft Rotterdamsche Droogdok Maatschappij NV (RDM) in Rotterdam für die 1856 gegründete niederländische Reederei Koninklijke Nederlandsche Stoomboot Maatschappij (KNSM) mit Sitz in Rotterdam gebaut. Der Dampfer lief am 15. Dezember 1926 vom Stapel und wurde am 5. März 1927 an die Eigner übergeben. Zur Jungfernfahrt lief die Simon Bolivar in Amsterdam am 27. März 1927 aus. Sie war das erste Schiff der Reederei, das zwei Schornsteine hatte. Die Baukosten lagen laut Vertrag nach damaligem Geldwert bei 2.140.000 niederländischen Gulden.
Die Reederei, die im englischsprachigen Ausland als Royal Netherland Steamship Company bekannt war, konzentrierte sich auf den Passagierverkehr von Europa zu den Westindischen Inseln, Zentralamerika und der Nord- und Westküste Südamerikas. Die Simon Bolivar lief unter anderem Curaçao, Barbados, Trinidad, Santa Marta, Antigua und Jamaika an.
Der Dampfer war 133,65 Meter lang, 18,03 Meter breit und hatte einen Tiefgang von 8,4 Metern. Die vierzylindrige  Vierfachexpansions-Dampfmaschinen leisteten 4800 indizierte PSi. Das Schiff, dessen maximale Reisegeschwindigkeit bei 14,5 Knoten lag, wurde nach dem südamerikanischen Freiheitskämpfer Simón Bolívar (1783–1830) benannt. Die Tragfähigkeit lag bei 8650 DWT („deadweight tonnage“).
Die Kabinen waren anfangs für 152 Passagiere Erster Klasse, 54 Zweiter Klasse und 32 Dritter Klasse ausgelegt, wurden aber 1932 umgebaut und für 131 Reisende Erster Klasse, 54 Zweiter Klasse und 42 Dritter Klasse ausgerichtet. Durch die Umbauten erhöhte sich der Rauminhalt von ursprünglich 7906 BRT auf 8309 BRT. Auch das Rufzeichen wurde von PSDN auf PHMS geändert.

## Untergang
Am Freitag, dem 17. November 1939 um 22.00 Uhr legte die Simon Bolivar in Amsterdam unter dem Kommando des 51-jährigen Kapitäns Hendrik Voorspuy zu einer Transatlantiküberquerung nach Curaçao ab. An Bord waren 132 Besatzungsmitglieder und 265 Passagiere, darunter 34 Kinder unter zwölf Jahren. Die Strecke, die das Schiff nehmen sollte, galt als sicher und minenfrei. Am darauf folgenden Tag passierte die Simon Bolivar die Küste von Essex auf dem Weg in das Mündungsgebiet der Themse, um nach Tilbury, dem ersten Zwischenstopp der Reise, zu gelangen. Am Vortag hatten die deutschen Zerstörer Hermann Künne, Bernd von Arnim und Wilhelm Heidkamp einen ausgedehnten Minenteppich in jenem Gebiet gelegt.
Während der Ozeandampfer auf Long Sand Head zuhielt, lief er gegen 12.30 Uhr am 18. November etwa 25 Seemeilen vor der Hafenstadt Harwich direkt in das Minenfeld. Die Explosion an der Steuerbordseite war so enorm, dass die Masten umstürzten. Glassplitter, Teile geborstener Dampfleitungen und andere Trümmer flogen über das Deck und töteten viele Menschen. Auch Kapitän Voorspuy wurde tödlich verletzt.
Die Simon Bolivar begann, mit dem Heck voran unterzugehen. Durch die Schlagseite entstanden erhebliche Schwierigkeiten, die Rettungsboote zu Wasser zu lassen. Der Funkraum des Schiffs war durch die Explosion schwer beschädigt worden, sodass kein Notruf abgesetzt werden konnte. Zehn bis 15 Minuten nach der ersten Detonation erfolgte eine zweite an der Backbordseite unterhalb der Kommandobrücke, durch die noch mehr Rettungsboote beschädigt wurden und noch mehr Passagiere zu Tode kamen. Der Dampfer sank innerhalb kürzester Zeit mit dem Heck voran inmitten austretenden Dampfes und Öls eine Meile südlich des Sunk-Feuerschiffs.
84 Passagiere und Besatzungsmitglieder verloren durch das Unglück ihr Leben (anderen Quellen zufolge lag die Zahl der Todesopfer bei 102 oder bis zu 130). Der Zerstörer Greyhound, ein Trawler und eine Fähre brachten etwa 140 Gerettete in Harwich an Land, wo sie im Parkeston Railway Hotel untergebracht wurden. Die Verletzten wurden nach Colchester weitertransportiert, wo sie in Krankenhäusern versorgt wurden. Angehörige der Zivilschutzgruppe von Harwich halfen dabei, die teilweise komplett ölverschmierten Passagiere zu reinigen und sie zu beruhigen. Andere Überlebende wurden von passierenden Schiffen nach London gebracht. Bis in die Nacht hinein wurde nach weiteren Überlebenden gesucht, aber es wurde niemand mehr gefunden.
Die Simon Bolivar war das erste neutrale Handelsschiff, das im Zweiten Weltkrieg in der Nordsee verloren ging und der insgesamt 18. Verlust eines Handelsschiffs im Zweiten Weltkrieg. Die zu dem Zeitpunkt noch unabhängigen Niederlande protestierten gegen die Versenkung.

## Sonstiges
Das Wrack der Simon Bolivar liegt in seichten Gewässern auf der Position 51° 49′ N, 1° 41′ O und ist fast zerstört. Nach dem Untergang ragten noch einige Zeit die Spitzen der Schornsteine aus dem Wasser, aber heute stellt das Wrack keine Gefahr mehr für die Schifffahrt dar.
Unter den Überlebenden waren die 18-jährige niederländische Jüdin Flory Van Beek und ihr deutscher Verlobter, ebenfalls Jude, die sich nach dem Krieg in den Vereinigten Staaten niederließen und in Kalifornien die Synagoge Temple Isaiah gründeten. 1998 veröffentlichte Van Beek ihre Memoiren Flory: Survival in the Valley of Death, in dem auch die Versenkung der Simon Bolivar thematisiert wird. 2008 erschien das Buch in einer überarbeiteten Fassung mit dem Titel Flory: A Miraculous Story of Survival.
Einen großen Glassplitter aus einem Bullauge, der ihr durch eine der Explosionen in den Nacken getrieben worden war und fast ihre Kopfschlagader getroffen hatte, bewahrt Flory Van Beek bis heute auf.
Kapitän Hendrik Voorspuy (* 13. September 1888; † 18. November 1939) wurde zusammen mit anderen Kriegstoten mit einem Denkmal in seiner Heimatstadt Bloemendaal geehrt.